# Desa Semedo (administrativ by i Indonesien, lat -7,36, long 109,05)
Desa Semedo är en administrativ by i Indonesien.   Den ligger i provinsen Jawa Tengah, i den västra delen av landet, 270 km sydost om huvudstaden Jakarta.